# Fieberndes Blut
Fieberndes Blut ist ein US-amerikanisches Stummfilmdrama aus dem Jahr 1925 von Edward Sloman mit Virginia Valli und Norman Kerry in den Hauptrollen. Das Drehbuch basiert auf einer Originalstory von Elisabeth Sanxay Holding und Marion Orth.

## Handlung
Während Linnie Randall in einem großen New Yorker Kaufhaus arbeitet, äußert sie ihren Wunsch nach nur einer Woche echtem Vergnügen. Sie wird von Garry Schuyler belauscht, dem Spross einer aristokratischen Familie, der als bescheidener Mechaniker verkleidet ist. Er beschließt, ihr den Wunsch zu erfüllen. 
Nach einer wundervollen gemeinsamen Woche erkennen Linnie und Garry, dass sie sich verliebt haben und heiraten sofort. Garry enthüllt seine wahre Identität und stellt Linnie seiner missbilligenden Mutter und seiner Schwester Grace vor, die ihr das Leben zur Hölle machen. Als sie Garrys Mutter sagen hört, dass das Leben ihres Sohnes durch die Heirat mit einer Verkäuferin ruiniert wurde, flüchtet Linnie aus dem Haus. Garry verfolgt sie in seinem Auto und fährt sie versehentlich an. Er glaubt, Linnie sei tot, wird psychisch krank und wird zur Behandlung nach Europa geschickt. 
In der Zwischenzeit erholt sich Linnie und verdient ihren Lebensunterhalt, indem sie in einem Kabarett tanzt. Als Garry zurückkommt, erfährt er durch den Butler Jenkins, dass Linnie lebt und die Mutter ihres Kindes ist. Als sie wieder vereint sind, rettet Garry Linnie vor den juristischen Betrügereien seiner Familie und den unerwünschten Avancen ihres Tanzpartners.

## Hintergrund
Die Produktion wurde am 8. Juni 1924 mit dem Arbeitstitel Clinging Fingers angekündigt. Am 21. Juni 1924 wurde über den Beginn der Hauptdreharbeiten in den Universal-Studios in Universal City berichtet. Der Schnitt war am 6. August 1924 im Gange. Am 30. August 1924 wurde mitgeteilt, dass eine fertige Kopie für Frederica Sagor Maas, der Leiterin der Ostküsten-Drehbuchabteilung von Universal, unter dem offiziellen Titel The Price of Pleasure vorgeführt worden sei.
Die Premiere des Films fand am 31. Januar 1925 in Los Angeles statt. 

## Kritiken
Mordaunt Hall von der The New York Times hob besonders die Leistung des Kinderdarstellers Charles B. Murphy Jr. hervor, der das fröhlichste und effektivste Baby seit langem spiele. Der Film habe einen übertriebenen Anfang und einige aufgeblasene Ideen gegen Ende. Er sei  jedoch recht unterhaltsam, insbesondere durch Charles B. Murphy Jr.